# 新聞透視
《新聞透視》（英語：News Magazine）是香港一個電視新聞雜誌節目，由無綫電視新聞及資訊部公共事務科製作。以分析社會熱門話題為旨，《新聞透視》為香港電台主辦的「2005年電視節目欣賞指數調查」中，排名第3的電視節目（第1、2名別為同屬無綫電視的《2005大事回顧系列》和《星期日檔案》）。
《新聞透視》是全年不停製作的長壽節目，自1981年啟播至今，大部份時間都維持每週播放一次。開播初期由星期六晚上7點正播出，曾經在1990年代中期變陣改為週一至週五播放，節目形式改為評論即日新聞時事話題，但此形式只維持一段短時間，最終改回每週一集、每集半小時的舊陣。現時為逢星期六晚於翡翠台及星期三晚於財經 體育 資訊台播出。
相對於同是無綫電視新聞及資訊部製作的專題探討節目《星期日檔案》來說，《新聞透視》內容較著重新聞時事性，而《星期日檔案》則較傾向探討軟性故事。而《新聞透視》的探討議題手法，時常以批判性的角度，使觀眾對某項議題的固有想法作反思，例如會作街頭訪問、科學測試等，與專家意見或坊間傳言作鮮明的對比（近期的批判性專題另見下表）。當然，節目中亦不乏攝製隊需要隱蔽拍攝作調查報道，又或是走訪中國大陸報道宏觀議題。現時節目監製為趙燕婷。
2012年5月21日，此节目的《學術造假》及《冤案》两期节目获得2011皮博迪奖。
香港其他電視台同類節目有Now新聞台的《經緯線》和香港電台的《鏗鏘集》、以及已停播的有線電視《新聞刺針》和亞洲電視《時事追擊》。

## 主持

### 主持模式
開播初期
設有一位專題節目記者及主持，座在主播櫈上主持及旁述此節目。
開播中期（星期一至五時期）
內容深入加強，設有一位專題節目主持及記者，一位新聞記者或主播，共兩位主持，座在主播枱後面大電視前主持及旁述此節目。
開播中期
由於由來星期一至五改為週末一天播放，取消一直使用的由專題節目記者及主持，主持及旁述此節目，並保持由一位新聞記者或主播，主持，座在主播枱後面大電視前主持及旁述此節目。
開播後期
主持模式維持不變，但主持方式由原來座在主播枱後面大電視前主持及旁述此節目，改為站在背景大量深黑藍色及小量黃色有香港塔及寫有新聞透視四字，字體顔色黃色的虛擬布景上主持節目，取代一直使用的真實佈景，同年片頭及音樂正式更換，2008年隨着數碼電視啟播，數碼版翡翠台的佈景錄影時仍然是模擬版，只有高清翡翠台錄影佈景是高清版。
開播近年
主持模式不變，數碼頻道翡翠台佈景全面更換為數碼版至今。
現在時期
全面更換虛似佈景及片頭由原來背景大量深黑藍色及小量黃色有香港塔及寫有新聞透視四字,字體黃色。的虛擬布景，改為背景全深藍色背景檢型條狀及長方條狀，但仍寫新聞透視四字但字體顔色改為白色。
- 梁家榮、林雪兒、毛孟靜、葉雅媛、李汶靜（1981年─1986年）
- 黃永建（1986年─1991年）
- 吳志森（1989年期間）
- 馮德雄、梁潔娥、周浩輝、李瑞冰、周雪瑩、何潔貞、錢麗而、梁綽姿（1991年─1994年8月25日）
- 顧國泰（1992年─1993年，替更主持）
- 李燦榮（1994年9月1日─2000（常任主持）、2002年（替更主持））
- 袁志偉（1990年─1998年，替更主持）
- 區家麟（2001年─2005年、2006年─2008年）
- 羅振邦（2000年─2001年）
- 魏綺珊（2004年，替更主持）
- 許方輝（2005年─2006年，區家麟往美國進修期間，替更主持，2009年全年區家麟離職前退居幕後期間替更主持）
- 吳璟儁（2009年-2012年，2014半年，2015年-2017年）
- 柳俊江（2009年-2010年，替更主持）
- 方健儀（2010年-2011年，替更主持）
- 方東昇（2011年-2012年，替更主持）
- 陳嘉欣（2012年、2013年全年、2014年、2015年吳璟儁往外國採訪特別新聞期間，2020年11月至今）
- 張文采（2017年9月-2018年10月，2018年11月-2019年5月，2019年6月-2019年11月）
- 潘蔚林（2018年半個月，替更主持）
- 梁凱寧（2018年半個月，替更主持）
- 李卓謙（2019年5月-2019年6月，2019年11月至2020年11月，2025年5月，替更主持）
- 黃曉瑩（2024年5月，替更主持）

自區家麟在2005年赴笈美國而換上許方輝擔任主持後，節目中的場景就以虛擬佈景取代一直採用的真實佈景，而片頭動畫亦被重新設計。2009年1月起，由於原屬主持區家麟需要退居幕後，主持之位由年輕記者吳璟儁接任。隨著吳璟儁在2017年9月離職，改由張文采接替主持一職，2019年5月隨著張文釆遞交辭職信，準備於2019年12月起離職，主持一職由李卓謙接任。現時主要由陳嘉欣擔任常任主持。

## 播出語言
2010年10月2日起，本節目連同《星期日檔案》均會配上普通話旁白，觀眾可透過麗音功能（模擬廣播版本）或多重AC-3位流（數碼廣播版本）選擇播放語言，以迎合兩岸三地觀眾需求。
2021年8月28日播出《聽不到的危機》，以聾人故事為題，特別邀請中大的聾人老師為本集提供手語傳譯服務，翻譯為香港手語，方便聾人收看。

## 批判性專題
《新聞透視》常以社會熱話為節目主題，帶動社會討論，亦多次就偽科學議題發聲。近期的批判性專題，例子有：
- 《危言》－透過進行一氧化二氫騙局等一類的街頭測試，帶出一般市民對化學物質望而生畏的現象，又帶出以劑量去衡量一種物質毒性的觀念
- 《減肥與排毒》－為坊間部份的減肥排毒產品和服務，作科學測試或請來專人試用，以證明箇中的成效多寡
- 《地溝油？》－以有傳媒報道「香港有地溝油」作引子，解釋何謂真正的地溝油，亦提醒市民不應被標籤所規限，萬年油、燒烤食物、吸煙的危害更甚
- 《挑戰權威》－以挑戰科學權威為題，表達如何在偽科學充斥的社會下，市民可如何求真；亦表達科學就是不斷更新及推翻，而不是人云亦云

## 透視30年系列
2011年1月，適逢《新聞透視》啓播30周年，在2011年1月22日起，一連三星期播放「透視30年」節目，用以探討30年的變化，該系列主題如下：
- 1月21日：上游．下游
- 1月28日：羡富．仇富
- 2月4日：井水．河水

## 播出時間
- 翡翠台：週六19:00-19:30播映（2016年9月12日起）。
- 財經 體育 資訊台：週六21:00-21:30播映（2023年12月2日起）、週三21:30-22:00（非賽馬夜）或23:45-00:15（賽馬夜）播映（2023年12月6日起）。

## 主題音樂
由節目啟播直至2003年搬遷往將軍澳電視廣播城之前，新聞透視的主題音樂為Sky樂隊《Sky》音樂專輯內的「Where Opposites Meet Part 5」，在1992年10月10日到2003年9月搬遷往將軍澳電視廣播城之前，音樂一度經過重新編曲，然後轉用Killer Tracks公司《News 2》專輯內的「Nationwide Alert」作為主題音樂。

## 收視率
| 日期           | 平均   | 備註   |
| 2007年6月2日   | 16點   |        |
| 2009年11月5日  | 17點   |        |
| 2009年11月26日 | 18點   |        |
| 2014年1月2日   | 15點   |        |
| 2014年1月9日   | 14點   |        |
| 2014年5月15日  | 11點   |        |
| 2014年5月22日  | 13點   |        |
| 2019年8月17日  | 10.8點 | [ 5 ]  |
| 2019年9月14日  | 12.8點 | [ 6 ]  |
| 2019年9月21日  | 10.7點 | [ 7 ]  |
| 2019年9月28日  | 12.0點 | [ 8 ]  |
| 2019年10月5日  | 15.7點 | [ 9 ]  |
| 2019年10月12日 | 12.3點 | [ 10 ] |
| 2019年10月19日 | 14.8點 | [ 11 ] |
| 2019年10月26日 | 15.5點 | [ 12 ] |
| 2019年11月2日  | 11.6點 | [ 13 ] |
| 2019年11月9日  | 13.2點 | [ 14 ] |
| 2019年11月16日 | 14.6點 | [ 15 ] |
| 2019年11月23日 | 15.3點 | [ 16 ] |
| 2019年11月30日 | 13.0點 | [ 17 ] |
| 2019年12月7日  | 15.4點 | [ 18 ] |
| 2019年12月14日 | 13.8點 | [ 19 ] |
| 2019年12月21日 | 12.3點 | [ 20 ] |